# 鄒雲鵬
鄒雲鵬（1553年—？），字翼卿，號建庵，直隸蘇州府吳江縣人，軍籍，明朝政治人物。

## 生平
萬曆四年丙子科應天府鄉試第六十九名，萬曆八年（1580年）庚辰科會試第一百三十二名，登二甲第四十二名進士。刑部觀政，十年授南京兵部主事，十一年升员外郎，十四年升礼部郎中，十五年降职为两浙运判，本年升杭州府通判，十七年升南京刑部主事，十九年升浙江司郎中，二十七年京察闲住。

## 家族
曾祖鄒昌；祖父鄒南，曾任千戶；父鄒點，曾任監生。母徐氏。